# 张智萍
张智萍（1967年12月—），女性，汉族，中共党员，湖南邵阳人，中华人民共和国政治人物。

## 生平
张智萍早年在宜春师范学校就读，后来进入新余職業大學（今新余学院）任职。2002年，张智萍离开新余高专，先后出任中共分宜县大岗山乡（已并入鈐山鎮）党委书记、分宜县人民政府副县长、中共分宜县委常委、宣传部长、组织部长，中共分宜县委副书记等职务。
2011年，张智萍来到宜春市，出任该市下辖的宜丰县党委副书记、县人民政府县长；2016年8月，她来到吉安市，出任该市遂川县委书记，在遂川任内，她因为表现优异而于2021年6月，獲得中共中央組織部授予「全國優秀縣委書記」稱號；同年10月，当选为吉安市第五届人大常委会副主任。2022年4月，张智萍回到新余，转任中共新余市委常委、市委宣传部长。
2024年1月11日，当选为新余市人大常委会主任。